# HNK Segesta Sisak
El HNK Segesta es un equipo de fútbol de Croacia que milita en la 3. HNL, la tercera liga de fútbol más importante del país.

## Historia
Fue fundado en el año 1906 en la ciudad de Sisak por la secta Iliriana.

## Temporadas desde la Independencia deCroacia
| Temporada | Liga          | Liga | Liga | Liga | Liga | Liga | Liga | Liga | Liga  | Copa             | Otros torneos      | Otros torneos |
| Temporada | División      | J    | G    | E    | P    | GF   | GC   | Pts. | Pos.  | Copa             | Otros torneos      | Otros torneos |
| --------- | ------------- | ---- | ---- | ---- | ---- | ---- | ---- | ---- | ----- | ---------------- | ------------------ | ------------- |
| 1992      | 2. HNL North  | 10   | 4    | 0    | 6    | 12   | 13   | 8    | 4º ↑  |                  |                    |               |
| 1992–93   | 1. HNL        | 30   | 10   | 5    | 15   | 31   | 44   | 25   | 10º   | 1                |                    |               |
| 1993–94   | 1. HNL        | 34   | 12   | 10   | 12   | 48   | 44   | 34   | 9º    | Cuartos de final |                    |               |
| 1994–95   | 1. HNL        | 30   | 10   | 8    | 12   | 32   | 31   | 38   | 8º    | Cuartos de final |                    |               |
| 1995–96   | 1. A HNL      | 36   | 14   | 7    | 15   | 51   | 53   | 56   | 8º    | 2                |                    |               |
| 1996–97   | 1. A HNL      | 30   | 9    | 12   | 9    | 35   | 34   | 39   | 11º ↓ | 2                | UEFA Intertoto Cup | Final         |
| 1997–98   | 2. HNL Centre | 32   | 21   | 7    | 4    | 71   | 15   | 70   | 1º    | 1                |                    |               |
| 1998–99   | 2. HNL        | 36   | 22   | 4    | 10   | 84   | 34   | 70   | 3º    | Cuartos de final |                    |               |
| 1999–2000 | 2. HNL        | 32   | 15   | 11   | 6    | 58   | 29   | 56   | 6º    | 1                |                    |               |
| 2000–01   | 2. HNL        | 34   | 13   | 7    | 14   | 38   | 47   | 46   | 11º   | 2                |                    |               |
| 2001–02   | 2. HNL South  | 30   | 9    | 8    | 13   | 25   | 33   | 35   | 13º ↓ | 1                |                    |               |
| 2002–03   | 3. HNL Centre | 30   | 20   | 8    | 2    | 71   | 25   | 68   | 1º ↑  | 1                |                    |               |
| 2003–04   | 2. HNL South  | 32   | 15   | 4    | 13   | 51   | 46   | 49   | 3º    | 1                |                    |               |
| 2004–05   | 2. HNL South  | 32   | 12   | 12   | 8    | 51   | 38   | 48   | 5º    |                  |                    |               |
| 2005–06   | 2. HNL South  | 32   | 9    | 4    | 19   | 34   | 59   | 31   | 11º ↓ | 2                |                    |               |
| 2006–07   | 3. HNL West   | 34   | 18   | 8    | 8    | 72   | 39   | 62   | 2º ↑  | 2                |                    |               |
| 2007–08   | 2. HNL        | 30   | 11   | 10   | 9    | 39   | 37   | 43   | 7º    | Cuartos de final |                    |               |
| 2008–09   | 2. HNL        | 30   | 8    | 9    | 13   | 33   | 47   | 33   | 11º   |                  |                    |               |
| 2009–10   | 2. HNL        | 26   | 4    | 4    | 18   | 17   | 46   | 16   | 14º ↓ | 2                |                    |               |
| 2010–11   | 3. HNL West   | 30   | 14   | 8    | 12   | 51   | 48   | 50   | 8º    | 1                |                    |               |
| 2011–12   | 3. HNL West   | 34   | 12   | 12   | 10   | 44   | 47   | 48   | 6º    | 1                |                    |               |
| 2012–13   | 3. HNL Center | 30   | 22   | 2    | 6    | 80   | 35   | 68   | 1º    | 1                |                    |               |

## Participación en competiciones de la UEFA
| Temporada | Torneo        | Ronda     | Club            | Casa | Visita | Global  |
| --------- | ------------- | --------- | --------------- | ---- | ------ | ------- |
| 1996–97   | Intertoto Cup | Grupo 6   | Örgryte         | 1–1  | –      | –       |
| 1996–97   | Intertoto Cup | Grupo 6   | Hapoel Tel Aviv | –    | 3–1    | –       |
| 1996–97   | Intertoto Cup | Grupo 6   | Rennes          | 2–1  | –      | –       |
| 1996–97   | Intertoto Cup | Grupo 6   | Lucerne         | –    | 1–0    | –       |
| 1996–97   | Intertoto Cup | Semifinal | Örebro          | 4–0  | 1–4    | 5–4     |
| 1996–97   | Intertoto Cup | Finals    | Silkeborg       | 1–2  | 1–0    | 2–2 (a) |

### Récord europeo
| Torneo             | J | G | E | P | GF | GC | Última aparición |
| ------------------ | - | - | - | - | -- | -- | ---------------- |
| UEFA Intertoto Cup | 8 | 5 | 1 | 2 | 14 | 9  | 1996             |
| Total              | 8 | 5 | 1 | 2 | 14 | 9  |                  |

## Jugadores destacados
- Mladen Bartolović
- Stjepan Lamza
- Silvio Marić
- Marko Mlinarić
- Alen Peternac
- Tomislav Piplica
- Fuad Šašivarević
- Goran Brašnić

## Entrenadores destacados
- Srećko Bogdan
- Milivoj Bračun
- Branko Ivanković
- Mirko Kokotović
- Zlatko Kranjčar
- Mladen Munjaković
- Željko Kopić